# Sessorna på Haga
Sessorna på Haga, teaterpjäs av Per Lysander och Suzanne Osten. Pjäsen spelades år 1976 på scenen Unga Klara vid Stockholms stadsteater.